# Hans Friedrich Fulda
Hans Friedrich Fulda (* 2. August 1930 in Stuttgart; † 24. August 2023 in Berlin) war ein deutscher Philosoph und Hochschullehrer.

## Leben
Ab 1950 studierte Fulda an der Ruprecht-Karls-Universität Heidelberg und Johann Wolfgang Goethe-Universität Frankfurt am Main. Er wurde promoviert über Hegels Wissenschaft der Logik und ihre Einleitung in Gestalt der Phänomenologie des Geistes. Nach der Promotion im Februar 1961 in Heidelberg war er ab 1960 wissenschaftlicher Assistent in Berlin und ab 1965 in Heidelberg. Nach der Habilitation im Juli 1969 in Heidelberg war er ab September 1974 ordentlicher Professor an der Universität Bielefeld. Im Oktober 1981 wurde er Ordinarius in Heidelberg. Seit September 1995 war er emeritiert.
Seine Forschungsgebiete waren deutscher Idealismus (Kant, Hegel), Metaphysik und praktische Philosophie. Das Heidelberger Verzeichnis seiner digitalen Texte weist mehr als einhundert Bücher und Aufsätze auf.
Von 1987 bis 1996 war er Präsident der Internationalen Hegel-Vereinigung.

## Ansichten
Er stritt mit Michael Theunissen über Hegels Logik als universale Kommunikationstheorie, er lehnte, sich akribisch auf die Gegner einlassend, die „Umstülpung“ Hegels durch den Marxismus ab, er rekonstruierte Friedrich Jacobis Kritik der materialistischen Aufklärung.

## Schriften (Auswahl)
- Das Problem einer Einleitung in Hegels Wissenschaft der Logik. Dissertation von 1964. In: Philosophische Abhandlungen. 2. Auflage. Band 27. Klostermann, Frankfurt am Main 1975, OCLC 813643787 (Erstausgabe:  1965).
- Zur Logik der Phänomenologie von 1807. In: Gadamer, Hans-Georg (Hrsg.): Beiträge zur Deutung der Phänomenologie des Geistes. Hegel-Tage Royaumont 1964. Hegel-Studien, Beiheft. Band 3. Bouvier, Bonn 1966, S. 75–101.
- Das Recht der Philosophie in Hegels Philosophie des Rechts. Klostermann, Frankfurt am Main 1968, OCLC 610817038.
- mit Dieter Henrich (Hrsg.): Materialien zu Hegels Phänomenologie des Geistes. 8. Auflage. Suhrkamp, Frankfurt am Main 1992, ISBN 978-3-518-27609-9 (Erstausgabe:  1973).
- mit Rolf-Peter Horstmann und Michael Theunissen: Kritische Darstellung der Metaphysik. Eine Diskussion über Hegels Logik. Suhrkamp, Frankfurt am Main 1980, ISBN 3-518-07915-8.
- Georg Wilhelm Friedrich Hegel (1770–1831). Beck, München 2003, ISBN 978-3-406-49445-1 (uni-heidelberg.de [PDF] Erstausgabe:  1981).
- Vernunft diesseits von Zwecken und Mitteln. In: Konzepte der Rationalität / Concepts of Rationality. De Gruyter, Berlin / New York 2008, S. 43–56.
- Krise und Untergang des südwestdeutschen Neukantianismus. In: Hans Jörg Sandkühler (Hrsg.): Philosophie im Nationalsozialismus. Hamburg, Meiner 2009, ISBN 978-3-7873-1937-4, S. 83–132.
- Vom „sich vollbringenden Skeptizismus“ zur „eigentlichen Metaphysik“. Das Ende einer Darstellung erscheinenden Wissens und der Anfang von Hegels Wissenschaft der Logik". In: Skeptizismus und Metaphysik, hrsgg. von Markus Gabriel. Akademie Verlag, Berlin / Boston 2012, S. 317–352.
- Friedrich Heinrich Jacobis Kritik an der materialistischen Aufklärung. Eine Fallstudie zur Aufklärungsforschung. In: Cornelia Ortlieb, Friedrich Vollhardt (Hrsg.): Friedrich Heinrich Jacobi (1743–1819): Romancier – Philosoph – Politiker. De Gruyter, Berlin / Boston 2021, S. 85–104.
- Spekulative Logik als "die eigentliche Metaphysik". Zu Hegels Verwandlung des neuzeitlichen Metaphysikverständnisses (1991).
- Begriff und Begründung der Menschenrechte. Im Ausgang von Kant, hrsg. von Brigitte Falkenburg. Klostermann, Frankfurt 2024, ISBN 978-3-465-04648-6.